# Creștinismul în Arabia Saudită
Conform CIA Factbook, locuitorii Arabiei Saudite sunt în proporție de 100% musulmani. Conform Departamentului de Stat al Statelor Unite și “Raportului internațional de libertate  religioasă  2008” pentru Arabia Saudită, aproximativ 90% din locuitorii Arabiei Saudite sunt musulmani suniți, care predominant adoptă interpretarea Guvernului de sancționare a Islamului, în timp ce 10% dintre cetățeni sunt mususlmani Shi'a.
După datele portal web catolic AsiaNews.it, se estimează la peste 1 milion de romano-catolici în Arabia Saudită, dar cei mai mulți dintre ei sunt filipinezi care muncesc  acolo și care nu au cetățenie arabă. Procentul de creștini de toate confesiunile în rândul filipinezilor aproximativ 1,2 milioane în Arabia Saudită depășește probabil 90%. Există, de asemenea creștini din India, Pakistan, Bangladesh, Sri Lanka, Indonezia, Malaezia, Thailanda, Etiopia, Nigeria, Kenya, precum și un număr de creștini din țări subsahariene care lucrează în Regat.
Arabia Saudită permite creștinilor să intre în țară în calitate de lucrători străini pentru muncă temporară, dar nu le permite să practice credința lor deschis, din cauza a ceea ce creștinii, în general, venerează  în secret în casele particulare. Elemente și articole aparținând altor religii decât Islamului sunt interzise. Acestea includ Biblii, crucifixuri, statuete, sculpturi, obiecte cu simboluri religioase, și altele.
Mutaweenul din Arabia Saudită (în arabă: مطوعين), sau Comitetul pentru propagarea virtuții și prevenirea violenței (de exemplu, poliția religioasă) interzice practicile de orice alta religie decât Islamul. Transformarea unui musulman la altă religie este considerat apostazie , o crimă pedepsită cu moartea (pedeapsa capitală în Arabia Saudită), în cazul în care nu se dezice acuzat. Guvernul saudit nu permite clerului non-musulman să intre în țară în scopul realizării serviciilor religioase .
Creștinilor, precum și altor non-musulmani, le este  interzisă  intrarea în orașele  Mecca și Medina, cele mai sfinte orașe ale Islamului.

## Istorie
În unele părți ale modernei Arabia Saudită (cum ar fi Najran) au fost creștini, din secolul  al 7-lea pana în secolul 10, când cei mai mulți creștini s-au convertit la islamism. Unele triburi arabe, cum ar fi Banu Taghlib, au adoptat creștinismul. Ca rezultat al lor de a ajuta în cucerirea lui Mahomed din Arabia Taghlib Banu li s-a permis să păstreze credința lor creștină și statutul lor de arabi în cazul în care impozitul plătit dublu (zakat) și promisiunea  să nu se boteze copiii lor. Cu toate acestea, si-au  convins stăpânii , ca interdicția de a boteza nu a fost nici realistă, nici necesar și a continuat să-i boteze oricum.
Vechea comunitate creștină din Najran din sudul Arabiei a intrat în conflict cu conducătorii evrei din Yemen, în jurul secolului al 4lea-5lea .

## Biserici
În prezent nu există biserici oficiale în Arabia Saudită de orice denumire creștină. Numărul mic de creștini din Arabia Saudită se întrunește în camere de chat pe internet și întâlniri private. Creștinii veniți din afara se pot întâlni la reuniunile bisericești ce au loc la una din  ambasade, după înregistrarea și identificarea pașaportului lor pentru a-și dovedi naționalitatea străină, sau de către adunările private în sălile de sport școlare situate în comunitățile închise pe motive Aramco.

## Demografie
Procentul cetățenilor arabi din Arabia Saudită, care sunt creștini, oficial este zero, deoarece Arabia Saudită interzice conversii religioase la Islam (apostazie), având ca pedeapsă moartea.